# O mie de miliarde de dolari
O mie de miliarde de dolari (titlul original: în franceză Mille milliards de dollars) este un film thriller francez, realizat în 1982 de regizorul Henri Verneuil, după romanul False Front a lui Lawrence Meyer, protagoniști fiind actorii Patrick Dewaere, Caroline Cellier, Charles Denner și Jeanne Moreau.
Titlul filmului se referă la cifra de afaceri anuală a corporațiilor pe care le vizează jurnalistul Kerjean.

## Rezumat
Paul Kerjean, jurnalistul denumit „mare reporter”, primește într-o zi un apel telefonic anonim. Interlocutorul său îl acuză pe industriașul Jacques Benoît-Lambert, că a primit mită și că a vândut o fabrică franceză unei companii multinaționale. Ancheta lui Kerjean confirmă această acuzație. 
Publicând un articol răsunător despre afacere, a izbucnit un mare scandal. A doua zi, s-a găsit cadavrul lui Jacques Benoît-Lambert care se pare că s-a împușcat în cap. Kerjean își aprofundează cercetările și descoperă că o organizație secretă este implicată în afacere. Însăși viața lui este în pericol...

## Distribuție
- Patrick Dewaere – Paul Kerjean
- Caroline Cellier – Hélène Kerjean
- Charles Denner – Walter, detectivul privat
- Robert Party – Jacques Benoît-Lambert, zis „JBL”
- Jeanne Moreau – doamna Benoît-Lambert
- Anny Duperey – Laura Weber, amanta lui JBL
- Mel Ferrer – Cornelius "Nell" Abel Woeagen, președintele GTI
- Jacques François – Fred Great
- Michel Auclair – Michel Saint-Claude, directorul GTI-Europe
- Jean-Laurent Cochet – Serge Hartmann, directorul „La Tribune”
- André Falcon – Pierre Bayen, redactorul șef
- Edith Scob – doamna Bronsky
- Jean-Pierre Kalfon – Stan Hankins, informatorul
- Fernand Ledoux – M. Guérande
- Marc Eyraud – Sylvestre
- Rachid Ferrache – Éric Bronsky
- Jean Mercure – Joachim Holstein, directorul de la GTI-Austria
- Jacques Maury – Jack Sleiter, un director de la GTI
- Jean Claudio – Vittorio Orta, directorul de la GTI-Italia
- Claude Vernier – doctor Gerhart Kramer
- Hans Verner – Kurt Van Schroeder
- Edmond Bernard – Ralph Van Lubeck
- Jacqueline Doyen – Arlène Robert
- Claude Marcault – secretara lui Kerjean
- François Viaur – angajat al hotelului
- Jacques David – comisarul de poliție
- Pierre Londiche –
- Roger Comte –
- Marie-Pierre Casey –
- Yvonne Dany –